# Caveremulus serratus
Caveremulus serratus är en kvalsterart som först beskrevs av Sandór Mahunka 1985.  Caveremulus serratus ingår i släktet Caveremulus och familjen Eremulidae. Inga underarter finns listade i Catalogue of Life.